# 보세사
보세사(保稅士, Bonded Goods Caretaker)는 보세구역과 보세화물 등 보세에 대한 사무를 처리하는 전문 자격이다.